# 永井希仁男
永井希仁男（ながい・ふじお　1951年9月29日 - 2007年9月28日）は、日本のボクシング選手。強烈な右フックを武器に1970年代のアマチュアボクシング界を牽引した。群馬県高崎市出身。

## 出身校
- 群馬県立安中高校
- 日本大学

## 略歴
- 1972年、ミュンヘンオリンピックでボクシング・フライ級に出場。上位進出が期待されたが2回戦で敗退
- 1974年、第44回日本選手権でフライ級に優勝
- 1975年、第45回日本選手権でフライ級に優勝。2連覇を果たす
- 三重県庁に勤務の傍ら、後進の指導に尽力
- 後に三重県アマチュアボクシング連盟事務局長を務める